# 猿橋川
猿橋川（さるはしがわ）は、新潟県の主に長岡市を流れる信濃川水系の一級河川。

## 概要
猿橋川は長岡市の東山丘陵を源流とし、浦加桂川・山北川・稲葉川などを合わせて大河津洗堰直下でで信濃川に右支川として合流する、河川延長20.696 km（キロメートル）、流域面積は70.1 km2（平方キロメートル）の河川である。中下流部では田園地帯を流下する。流域は燕市・長岡市・小千谷市の3市にわたる。

## 歴史
江戸時代には猿橋川は中之島南部の長呂で信濃川に注いでいたが、八丁潟周辺は低地であり、信濃川の水位が上すると猿橋川に逆流していたため、逆流止水門を設けたり集落を井提を設けるなどしていた。しかし、1868年（明治2年）の洪水のため長呂の逆流止水門が破壊され、水害の被害は甚大にものとなっていた。このため、1914年（大正3年）に富曽亀村・山本村・新組村・黒条村など5か村によって猿橋川水害予防組合を結成し、流末延長工事などが実施された。その後、1922年（大正11年）に大河津分水路が完成し、分水路下流では水位がい低下したことから、合流点をさらに引き下げる計画が立てられ、1925年（大正14年）に内務省直轄で信濃川上流部改修の付帯工事として着手され、1931年（昭和6年）合流点まで7 km延伸された。
近年の洪水被害には1995年（平成7年）7月17日・8月10日の洪水や2004年（平成16年）7月13日の新潟・福島豪雨がある。

## 主な支川
一級河川に指定されている支川は以下11河川ある。
- 稲葉川（いなば、延長8.8 km）
- 山北川（やまきた、延長4.1 km）
  - 椿桂川（ちんけい、延長2.3 km）
  - 椿田川（ちんだ、延長4.5 km）
    - 田井川（たい、延長2.5 km）

  - 頭無川（かしらなし、延長1.7 km）
- 浦加桂川（ほかけ、延長2.7 km）
  - 沢田川（さわだ、延長1.5 km）
- 浦瀬川（うらせ、延長3.3 km）
- 乙吉川（おとよし、延長3.1 km）
- 城下川（じょうか、延長2.0 km）